# Tsukumogami

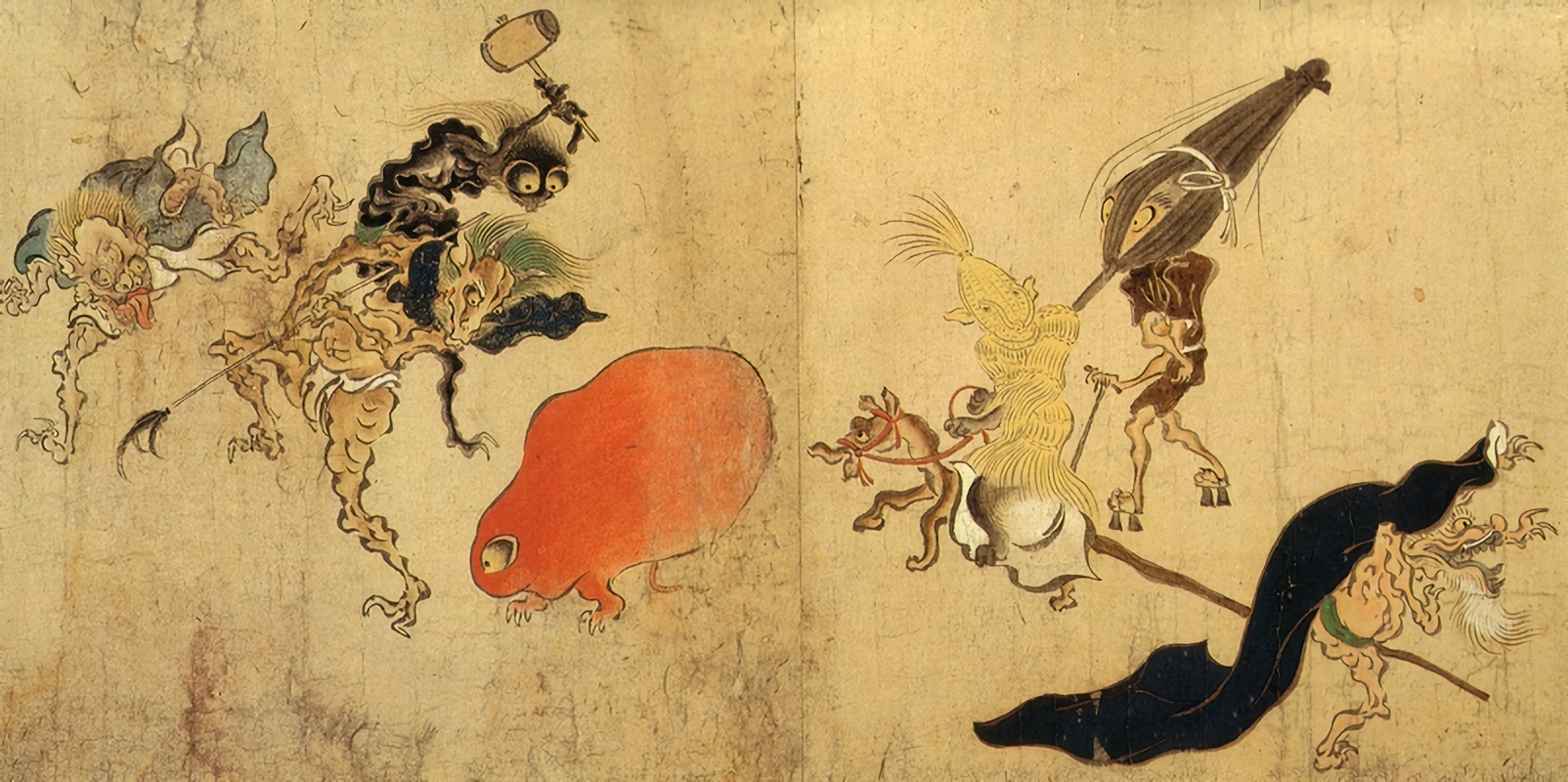
Illustrazione di Tsukumogami dallo

Lo tsukumogami (付喪神? lett. "Kami degli oggetti") è un tipo di yōkai Giapponese che raggiunse la sua massima popolarità alla fine del X secolo, usato nella diffusione del buddhismo shingon. Attualmente, il termine è in genere applicato nel folklore a qualsiasi oggetto che abbia raggiunto il centesimo compleanno e così sia divenuto vivo e senziente. Tuttavia poiché l'espressione è stata attribuita a parecchi differenti concetti nella mitologia nipponica, c'è una certa confusione su ciò che essa significhi realmente.

## Tsukumogami nel folclore giapponese
Tsukumogami fu il nome di un barattolo da tè animato che Matsunaga Hisahide avrebbe usato per negoziare la pace con Oda Nobunaga.
Come per molti concetti del folclore giapponese ci sono diversi "strati" di definizioni utilizzate quando si parla di Tsukumogami. Per esempio, dal X secolo, i miti sugli Tsukumogami furono usati per incrementare la diffusione delle “dottrine del Buddhismo Shingon Esoterico ad un pubblico vario, dai colti ai meno sofisticati, valorizzando le preesistenti credenze spirituali nello Tsukumogami.” Tali “preesistenti credenze spirituali” erano, come spiega Noriko Reider:
(Reider, 2005, p. 207)
Dal XX secolo gli Tsukumogami sono entrati nella cultura popolare giapponese a tal punto che i residui di insegnamenti buddhisti ancora presenti in essi sono definitivamente andati persi. Oggigiorno quindi si pensa che, in generale, gli Tsukumogami sarebbero innocui ed al massimo tenderebbero a giocare scherzi occasionali, anche se sarebbero rancorosi e capaci di unirsi per vendicarsi di coloro che li gettarono via sconsideratamente credendoli inutili. Per evitare ciò, in alcuni santuari scintoisti si officiano cerimonie apposite per consolare oggetti rotti ed inutilizzabili.

## Tipi di Tsukumogami
- Abumi-guchi – Una creatura pelosa formata dalla staffa di una montatura di un comandante militare.
- Bakezōri – Uno zōri (tradizionali sandali di paglia) posseduto.
- Biwa-bokuboku – Un Biwa animato.
- Boroboroton – Un Futon posseduto.
- Chōchinobake – Una lanterna animata, anche conosciuta come Burabura.
- Ittan-momen – Un rotolo di cotone.
- Jatai – Stoffe drappeggiate con paraventi pieghevoli.
- Kameosa – Un otre posseduto.
- Karakasa – Un ombrello di carta animato. Anche conosciuto come Kasa-obake.
- Kosode-no-te – Un kimono posseduto.
- Koto-furunushi – Un koto animato.
- Kurayarō – Una sella animata.
- Kyōrinrin – Fogli e pergamene posseduti.
- Menreiki – Una creatura spirituale composta da 66 maschere.
- Minowaraji- Un mantello di paglia animato.
- Morinji-no-okama – Una teiera posseduta. Un altro nome è Zenfushō
- Shamichoro – Uno shamisen animato.
- Shirouneri – Una zanzariera animata.
- Shōgorō – Un gong animato.
- Ungaikyō – Uno specchio posseduto.
- Yamaoroshi – Una grattugia posseduta.
- Zorigami – Un orologio animato.